# Vincenza Aloisio
Vincenza Aloisio (Muro Lucano, 15 dicembre 1946) è una politica italiana, dal 13 ottobre 2022 senatore della Repubblica per il Movimento 5 Stelle.

## Biografia
Nata a Muro Lucano (Potenza), ma residente a Napoli, si è laureata in scienze biologiche, specializzata in microbiologia, e in medicina e chirurgia presso l'Università degli Studi di Napoli Federico II, diventando un medico ecografista. Per un breve periodo ha svolto anche attività di insegnamento, come docente di scienze, presso la scuola secondaria di secondo grado.
Alle elezioni politiche anticipate del 2022 viene candidata al Senato della Repubblica, tra le liste del Movimento 5 Stelle nel collegio plurinominale Campania - 01, risultando eletta senatrice. Nella XIX legislatura è membro della 7ª Commissione Cultura e patrimonio culturale, istruzione pubblica e della Commissione parlamentare per l'attuazione del federalismo fiscale.